# Economic Policy Institute
Das Economic Policy Institute (dt.: „Wirtschaftspolitisches Institut“), abgekürzt EPI, ist eine nicht parteigebundene, nicht gewinnorientierte Denkfabrik in Washington. Politisch der linken Mitte zugeordnet, hat sie sich nach eigenen Angaben zum Ziel gesetzt, die öffentliche Debatte zu beeinflussen, um Strategien für eine prosperierende und sozialgerechte Wirtschaft zu entwickeln.
EPI wurde 1986 als erstes Institut in den USA mit dem Zweck gegründet, die Interessen der unteren und mittleren Schichten in die Wirtschaftspolitik einzubringen. Die Gründer waren Jeff Faux, erster Präsident des EPI; der Ökonom Barry Bluestone von der Northeastern University; Robert Kuttner, Kolumnist für Business Week und Newsweek und Herausgeber von The American Prospect; Ray Marshall, früherer U.S. Secretary of Labor und Professor an der LBJ School of Public Affairs, University of Texas-Austin; Robert B. Reich, früherer U.S. Secretary of Labor und Professor an der Brandeis University und der Ökonom Lester Thurow von der MIT Sloan School of Management.
Jared Bernstein, der seit 1992 dem Institut angehört, wurde von Joe Biden, Vize-Präsident  der Vereinigten Staaten, im Dezember 2008 zum Chief Economist and Economic Policy Advisor erwählt.
Die zentralen Forschungsbereiche sind die Lebens- und Arbeitsmarktbedingungen der US-Bevölkerung, das Verhältnis von Staat und Wirtschaft, der Außenhandel unter den Bedingungen der Globalisierung sowie das Bildungswesen. So weist der Makroökonom John Irons in einem aktuellen Papier auf die langfristigen Folgen der Wirtschaftskrise hin, wenn dieser nicht politisch entgegengesteuert werde. Nobelpreisträger Paul Krugman sprach sich, da die konjunkturstützenden Maßnahmen der Regierung nicht ausreichten, für zusätzliche beschäftigungspolitische Maßnahmen aus, wie etwa den von EPI vorgeschlagenen  job creation tax credit.

## Weitere Veröffentlichungen
- 2010: John Irons/Josh Bivens: Government Debt and Economic Growth, EPI Briefing Paper Nr. 271[8]